# Daniel Danklmaier
Daniel Danklmaier (* 24. April 1993) ist ein österreichischer Skirennläufer. Er ist auf die schnellen Disziplinen Abfahrt und Super-G sowie die Kombination spezialisiert. Seit 2010 gehört er dem Kader des Österreichischen Skiverbandes an.

## Biografie
Danklmaier ist der Sohn der früheren Skirennläuferin Elisabeth Kraml. Er stammt aus Aich im Ennstal und besuchte die Skihauptschule sowie die Skihandelsschule in Schladming. Nach Erreichen des Alterslimits nahm er in der Saison 2008/09 erstmals an FIS-Rennen teil. Nach dem ersten Top-10-Ergebnis in einem FIS-Rennen sowie dem Gewinn der österreichischen Jugendmeisterschaft in der Abfahrt (Altersklasse Jugend I) im März 2010 wurde er in den C-Kader des Österreichischen Skiverbandes aufgenommen. In der Saison 2010/11 gewann Danklmaier die Gesamtwertung des erstmals ausgetragenen Österreich-Cups, einer im Rahmen von FIS-Rennen veranstalteten Nachwuchsrennserie. Zudem kam er im selben Winter zu seinen ersten Einsätzen im Europacup. Die ersten Punktegewinne und Top-10-Platzierungen im Europacup erzielte er in der Saison 2011/12. Am Ende des Winters 2011/2012 war Danklmaier in der FIS-Weltrangliste Jahrgangsbester in den Disziplinen Super-G und Super-Kombination sowie Zweiter in der Abfahrt. Bei seinen ersten Juniorenweltmeisterschaften 2012 in Roccaraso blieb er jedoch ohne Ergebnis. Sowohl in der Abfahrt als auch im Super-G schied er nach Zwischenbestzeiten im unteren Streckenteil aus.
Vor dem Winter 2012/2013 stieg Danklmaier in den B-Kader des ÖSV auf. Er begann die Saison mit seinem ersten Sieg in einem FIS-Rennen in der Abfahrt von Tignes und feierte zwei Wochen später, am 28. November 2012, in der Abfahrt auf der Reiteralm seinen ersten Sieg im Europacup. Am 10. Jänner 2013 kam Danklmaier in der Europacupabfahrt in Wengen schwer zu Sturz. Dabei erlitt er einen Kreuzbandriss und eine Meniskusverletzung im rechten Knie. Bei den Juniorenweltmeisterschaften 2014 gewann er im Super-G die Silbermedaille. Am 21. Jänner 2015 entschied er in Val-d’Isère eine weitere Europacup-Abfahrt für sich, blieb aber im Winter 2014/15 ansonsten hinter den Erwartungen zurück.
Am 18. November 2015 erlitt Danklmaier beim Super-G-Training in Sölden einen Kreuzbandriss und verpasste dadurch die gesamte Saison 2015/16. Im darauf folgenden Winter gelangen ihm im Europacup zwei Podestplätze. Sein Debüt im Weltcup hatte Danklmaier am 3. Dezember 2016 in der Abfahrt von Val-d’Isère, wo er auf den 40. Platz fuhr. Die ersten Weltcuppunkte gewann er am 21. Jänner 2017 mit Platz 25 in der Abfahrt von Kitzbühel. Sein bisher bestes Weltcupergebnis ist ein fünfter Rang in der Abfahrt von Kitzbühel am 25. Jänner 2019. Im Jahr 2021 wurde er Staatsmeister in der Abfahrt.
Am 12. April 2022, nach Abschluss der Weltcup-Saison 2021/22, zog sich Danklmaier beim Abfahrtstraining in Sölden erneut einen Kreuzbandriss sowie eine Meniskusverletzung im linken Knie zu.

## Erfolge

### Weltmeisterschaften
- Åre 2019: 12. Alpine Kombination, 20. Super-G

### Weltcup
- 6 Platzierungen unter den besten zehn

### Weltcupwertungen
| Saison  | Gesamt | Gesamt | Abfahrt | Abfahrt | Super-G | Super-G | Kombination | Kombination |
| Saison  | Platz  | Punkte | Platz   | Punkte  | Platz   | Punkte  | Platz       | Punkte      |
| ------- | ------ | ------ | ------- | ------- | ------- | ------- | ----------- | ----------- |
| 2016/17 | 147.   | 6      | 49.     | 6       | –       | –       | –           | –           |
| 2017/18 | 134.   | 14     | 46.     | 14      | –       | –       | –           | –           |
| 2018/19 | 80.    | 71     | 26.     | 50      | 39.     | 21      | –           | –           |
| 2019/20 | 36.    | 202    | 18.     | 112     | 23.     | 52      | 18.         | 38          |
| 2020/21 | 70.    | 94     | 26.     | 54      | 33.     | 40      | –           | –           |
| 2021/22 | 28.    | 269    | 15.     | 181     | 19.     | 88      | –           | –           |
| 2022/23 | 159.   | 2      | -       | -       | 65.     | 2       | –           | –           |
| 2023/24 | 63.    | 109    | 33.     | 56      | 24.     | 53      | –           | –           |

### Europacup
- Saison 2014/15: 8. Abfahrtswertung
- Saison 2016/17: 2. Kombinationswertung, 7. Abfahrtswertung
- Saison 2017/18: 8. Gesamtwertung, 1. Kombinationswertung, 5. Super-G-Wertung, 6. Abfahrtswertung
- Saison 2018/19: 8. Abfahrtswertung, 9. Super-G-Wertung
- Saison 2021/22: 9. Super-G-Wertung
- 12 Podestplätze, davon 3 Siege:

| Datum             | Ort         | Land       | Disziplin |
| ----------------- | ----------- | ---------- | --------- |
| 28. November 2012 | Reiteralm   | Österreich | Abfahrt   |
| 21. Jänner 2015   | Val-d’Isère | Frankreich | Abfahrt   |
| 21. Jänner 2019   | Kitzbühel   | Österreich | Abfahrt   |

### Juniorenweltmeisterschaften
- Jasná 2014: 2. Super-G

### Weitere Erfolge
- Österreichischer Jugendmeister (Jugend I) in der Abfahrt 2010
- 11 Siege in FIS-Rennen